# Болнице шкотских жена са Србима у окупираној Србији и албанској голготи
Болнице шкотских жена са Србима у окупираној Србији и албанској голготи борећи се са бројним ратним недећама, наставиле су свој хуманитарни рад и након окупације Србије од стране аустро-немачко-бугарска коалиције и још извесно време радиле на збриљавању рањеника и болесника под јаким притиском окупатора. Потом је око 40, шкотске жене кренуле са српском војском и избеглим српским народом у албанску голготу, док се други де припадница ове јединице вратио, разним правцима, у своју матичну домовину или на друга ратишта широм Европе.

## Предуслови
У јесен 1915. године, аустро-немачко-бугарска коалиција напала је Србију, и започеле нову офанзиву за сламање Србије. Укупно је било ангажовано 26 дивизија (8 немачких, 8 аустроугарских и 10 бугарских). Четири петине ових снага су биле усмерене према Србији, а једна петина према Црној Гори.
Војска и народ су се повлачили према југу. Пресечен је моравско-вардарски правац, као веза српске војске са Грчком. У таквој, безизлазној ситуацији, војска и народ били су принуђени да се повлаче према Косову, а потом, преко Проклетија, и Албаније ка јадранском приморју.

У таквој ситуације јединице Болнице шкотских жена из Ваљева, Младеновца и Лазаревца почетком октобра евакуисане су у Крагујевац, а затим у Крушевац. на новим локацијам наставили су започето лечење великог броја рањеника.
Две недеље касније, начелници свих болничких јединица били су позвани на састанак у Врњачку бању, где им је објашњена веома тешка ситуација. Том приликом су припадници свих страних мисија били позвани да оставе своје болнице и пацијенте и да се што пре евакуишу. 

Од стране српске владе издата је и наредба за евакуацију и страним медицинским мисијама у Србији. Међутим мисија, на челу са др Елси Инглис, одбила је да изврши ову наредбу. Оне су из болница отпустиле сва покретне болеснике, а остале болеснике пожртвоване младе Шкотланђанке нису желеле да препусте на милост и немилост непријатељу, образлажући то речима: 
Ако ћемо помагати Србима, сада морамо остати на својим местима. Ми смо лекарке и болничарке – ни под којим условима не можете нас натерати да напустимо рањенике у нашим болницама. Нисмо овамо послате да се повучемо на први знак опасности. 

## У окупираној Србији
Окупација Србије затекла је; др Елси Инглис и њене болнице у Крушевцу, а леди Лејлу Пеџет у Скопљу.
1915.
Новембра 1915. припаднице Болница шкотских жена имале су тежак избор: да се повуку преко Албаније са српском војском, или да падну у заробљеништво.Поделиле су се у три групе, тако да се њих се вратио у домовину, део одлучио да остане, уз српске рањенике али и уз рањене Аустријанце, у Србији, док је њих око 40 кренуло у албанску голготу.
Део особља који је желео да остане са др Елси Инглис у Србији, у Крушевцу се поделио у две групе:
- Прву која је са најквалитетнијом опремом из Крагујевца ушла у састав болнице, основане у једној крушавачкој школи.
- Другу која је, преузела један анекс, војне болнице српске војске „Цар Лазар” (са преко 900 болесника и рањеника).[4]

Аустријанци су одмах конфисковали прву болница и сву опрему у њој, али нису даље ометали рад страних мисија. Хуманитарни рад се затим несметано одвијао у болници „Цар Лазар", у којој је само др Едит Холвеј водила бригу од 300 болесника.
У почетку у Крушевачкој болници је било много тешких рањеника и цивила, укључујући и велики број деце, да би након неколико недеља број болесника био смањен, а окупатор је празнио болницу одвођењем у затвореничке логоре опорављених српских рањеника.
Залихе хране и лекова полако су се смањивале, а особље је радило и живело у изолацији, без правих и истинитих информација, уз разне гласине о страхотама рата.
У болници је као стражар, чувајући медицинску опрему од пљачкаша, радила и Канађанка Џозефина (Џо) Вајтхед која је током окупације Србије, добровољно сарађивала са Шкотском женском болницом.
1916

Како су др Инглис, и њене сараднице упорно одбијале да потпишу изјаву о окупаторовој благонаклоности према домаћем становништву, оне су заробљене од стране окупатора, али су 
Аустријанци упорно одбијали да припадницима Болница шкотских жена признају статус ратних заробљеника, са правима које је гарантовала Женевска конвенција.
 Тек уз помоћ америчких дипломата, британске власти су на крају успеле да осигурају њихово пуштање на слободу.
Након вишемесечног рада савезничких болница у окупираној Србији, почетком марта 1916. године, преко Међународног Црвеног крста извршена је репатријација свих чланова савезничких медицинских мисија. Тек тада су се све преживеле чланице Болница Шкотских жена на челу са др Инглис и Евелином Хаверфилд, морале да под стражом уз уперене бајонете напусте Крушевац и коначно врате се у Саутемптон, преко Мађарске, Беча, Швајцарске и Француске. Иако су пре тога све пацијенте отпустили својим кућама на даље лечење, део њих по наређењу окупационих власти завршио је у заробњеничким логорима у Мађарској и у Аустрији.

## У албанској голготи
Већи део Шкотланђанки из Болница шкотских жена, њих око 40, донело је одлуку да из окупиране Србије крене у албанску голготу заједно са војском и избеглим становништвом.
Пре поласка приоаднице Болница шкотских жена поделиле су се у две групе:
- Прву групу водила је Беатрис Макгрегор
- Другу Вилијам Смит (сликар аматер), траспортни официр и један од ретких мушкараца у Болници шкотских жена.[4]

На том изузетно напорном и неизвесном путу Шкотланђанке су се показале изузетно храбро и достојанствено и уз само једну жртву, Каролајн Тафи, која је погинула у саобраћајној несрећи због превртања возила, стигле на обалу Јадранског мора. Др Милан Ћурчин, санитетски официр за везу, који је у име српске војске бринуо о страним мисијама које су се у касну јесен повлачиле преко Албаније, написао је касније:
Без икаквог двоумљења, могу да изразим своје мишљење да су се британске жене понеле боље него било ко други, боље него било који мушкарац. Што се тиче издржљивости, оне су се могле мерити са српским војником који је, пошто је изгубио своју јединицу, морао да нађе себи пута где пута није било и хлеба где хлеба није било. Што се тиче морала, те снаге духа, нико им није био раван.’’